# KaZaA Media Desktop
KaZaA Media Desktop è stata un'applicazione peer-to-peer per il file sharing sviluppata tra il 2002 e il 2006.
Utilizzava il protocollo FastTrack ed era adoperato per scambiare file musicali MP3 e file di film. L'utilizzo di questo software viene finanziato grazie agli spyware e adware installati all'interno, assieme al software di Kazaa.

## Storia
Nell'agosto del 2003, venne messo in commercio KaZaA Plus. Questa versione a pagamento non aveva ne spyware ne adware. È stata anche creata una versione commerciale chiamata KaZaA Gold. Esiste anche un'altra versione di Kazaa chiamata Kazaa Lite (chiamata anche K-Lite). È una modifica alla versione di KaZaA che esclude tutti gli spyware e adware, fornisce qualche funzionalità in più e può essere scaricata liberamente. Si collega anch'essa alla rete FastTrack consentendo lo scambio di file con gli utenti di KaZaA. È stata realizzata da altri programmatori modificando il file binario dell'applicazione KaZaA originale. All'interno delle più recenti versioni di KaZaA è presente una patch chiamata K++ che rimuove i limiti di ricerca, i limiti nel multisource, e setta il livello di partecipazione al valore massimo di 1000.
La Sharman Network ha considerato l'applicazione Kazaa Lite come una violazione del copyright. L'11 agosto 2003, inviarono una lettera a Google chiedendo che tutti i link all'applicazione K-Lite venissero rimossi dal loro database. Nel dicembre 2003 Sharman minacciò di agire per vie legali contro i proprietari di tutti i siti che ospitavano una copia di K-Lite, a meno che non l'avessero rimosso. A seguito di un'azione legale avviata dalla Australian Record Industry Association nel febbraio del 2004, lo sviluppo del software cessò; nel 2006 un gruppo di programmatori russi realizzò una nuova versione dell'edizione lite denominata KaZaA Lite Resurrection, anche se il sito web di tale software non risulta più attivo.

## Limiti legali
Come altri proprietari di prodotti simili, i creatori di KaZaA, sono stati citati a giudizio dalle major al fine di limitare lo scambio e la condivisione di materiale coperto da copyright. La magistratura dei Paesi Bassi ordinò ai proprietari di Kazaa di impedire ai loro utenti la violazione del copyright, altrimenti avrebbero dovuto pagare una pesante multa. I proprietari di Kazaa risposero vendendo l'applicazione alla Sharman Networks con quartier generale in Australia e con una filiale nell'isola di Vanuatu. Verso la fine di marzo del 2002 la corte di appello dei Paesi Bassi capovolse il precedente giudizio affermando che KaZaA non poteva essere responsabile delle azioni dei suoi utenti.		
Nel 2002 la Sharman fu citata in giudizio dalla RIAA e dalla MPAA. Il processo è ancora in corso. La Sharman rispose attraverso un'azione legale antitrust, sostenendo che le major avevano cospirato contro la Sharman a causa del servizio a pagamento di Altnet. Nel luglio 2003 la causa finì. La Sharman inoltre sostenne che non poteva essere citata in giudizio in California in quanto non aveva sufficienti relazioni con quello stato.
Nel settembre 2003 la RIAA presentò una richiesta di citazione a giudizio, alla corte civile contro diversi utenti privati che avevano condiviso una grande quantità di file con KaZaA. Questi furono costretti a pagare alla RIAA un piccolo risarcimento. Come risultato il traffico sulla rete di FastTrack subì una contrazione di circa il 10-15%. La Sharman rispose citando a giudizio la RIAA, affermando che la propria rete era stata violata da altri software client (come Kazaa Lite) usati per investigare chi stava condividendo file, sulla rete di KaZaA. Nel gennaio 2004 la corte rigettò le accuse dalla Sharman.
Nel febbraio 2004, la Australian Record Industry Association (ARIA), annunciò una propria azione legale contro KaZaA, affermando che erano state compiute, ai suoi danni, pesanti violazioni del copyright. Gli investigarori dell'ARIA dissero che questa "era il più massiccio caso di violazione di copyright mai accaduto in Australia", aggiunsero inoltre che la loro operazione era concentrata quasi totalmente sul traffico illegale.

## Descrizione
I protocolli KaZaa e FastTrack sono stati inventati dagli scandinavi Niklas Zennström e Janus Friis e vennero resi disponibili per la prima volta nel marzo 2001 dalla loro ditta tedesco-olandese Consumer Empowerment. Attualmente i diritti di KaZaA sono esercitati dalla Sharman Networks.
Il programma viene attualmente distribuito solo per il sistema operativo Windows. È possibile eseguirlo anche su Linux o macOS o altri sistemi operativi ma è necessario dotarsi di un software di emulazione come Wine e Virtual PC. Utenti avanzati però preferiscono il programma open source giFT, migliore in stabilità, flessibilità, e performance. KaZaA è molto simile a Morpheus e Grokster in quanto utilizza lo stesso protocollo. Questa tecnologia peer-to-peer decentralizzata, è simile a quella di Gnutella.
KaZaAè stato molto criticato in quanto installava diversi programm adware e spyware, come ad esempio il software Altnet che utilizza una certa ampiezza di banda per inviare pubblicità. Questo programma consente anche il prelievo di musica a pagamento, creando un'alternativa legale allo scambio di file musicali coperti da copyright.